# Mycetophila ostentanea
Mycetophila ostentanea är en tvåvingeart som beskrevs av Zaitzev 1998. Mycetophila ostentanea ingår i släktet Mycetophila och familjen svampmyggor. Enligt den finländska rödlistan är arten sårbar i Finland. Arten har ej påträffats i Sverige. Artens livsmiljö är naturmoskogar. Inga underarter finns listade i Catalogue of Life.